# Terry Hoage
Terrell Lee "Terry" Hoage (nascido em 11 de abril de 1962) é um ex-jogador profissional de futebol americano que jogava como Safety e jogou por treze temporadas na National Football League (NFL).
Hoage jogou futebol americano universitário na Universidade da Geórgia e foi reconhecido como um All-American. Ele jogou profissionalmente no New Orleans Saints, Philadelphia Eagles, Washington Redskins, San Francisco 49ers, Houston Oilers e no Arizona Cardinals da NFL.

## Primeiros anos
Hoage nasceu em Ames, Iowa. Ele se mudou para Huntsville, Texas em 1968 e frequentou o ensino fundamental e médio em Huntsville. No colegial e no ensino médio, ele praticou futebol americano, basquete e atletismo por cinco anos. Ele foi titular no futebol americano desde o segundo ano até o último ano jogando nos dois lados: como quarterback e Safety.
Embora ele fosse um destaque, apenas a Universidade da Geórgia ofereceu-lhe uma bolsa de estudos de futebol americano.

## Carreira universitária
Hoage estudou na Universidade da Geórgia e jogou no time de futebol americano de 1980 a 1983. Ele terminou em quinto na votação para o Heisman Trophy em 1983.
Ele se formou em 1985 com um diploma de bacharel em genética com uma média de 3,85 pontos. O colega de quarto de Terry, Mike Hubbard, tornou-se o primeiro presidente republicano da Câmara dos Representantes do Alabama em 136 anos.

## Carreira profissional
Hoage foi selecionado pelo New Orleans Saints na terceira rodada (68° escolha geral) no Draft de 1984. Sua carreira na NFL durou 13 temporadas e ele passou por seis equipes: New Orleans Saints, Philadelphia Eagles, Washington Redskins, San Francisco 49ers, Houston Oilers e no Arizona Cardinals. Sua carreira no futebol profissional terminou em 1996. Hoage marcou seu único touchdown da NFL no primeiro jogo da temporada de 1988, quando ele correu para um touchdown de 38 jardas contra o Tampa Bay Buccaneers.

## Pós-Carreira
Depois de se aposentar, Hoage estagiou no Merrill Lynch, passou no exame da Série 7 e parecia estar a caminho de uma carreira em finanças. No entanto, como ele recordaria em uma entrevista de 2012, "eu odiava aquilo. O casaco e a gravata. Ir ao escritório. Não se encaixava na minha personalidade". Ele e sua esposa Jennifer, junto com seus dois filhos, mudaram-se para Phoenix, onde ele fundou uma empresa de construção, mas ainda não estavam satisfeitos com sua vida familiar. Eles então se mudaram para Templeton, Califórnia, uma pequena cidade da Costa Central. Ele teve mais uma oportunidade de voltar ao futebol americano profissional, mas recusou a oferta de Jeff Fisher de uma posição de treinador com o Tennessee Titans. Hoage começou então a cultivar um pequeno pedaço de terra na área.
Em 2002, os Hoages descobriram um vinhedo de 26 acres (110.000 m2) em Paso Robles, Califórnia, que acabara de chegar ao mercado. Terry chamou Justin Smith, um amigo e enólogo para avaliar a terra. Quando Smith indicou que a propriedade tinha potencial de classe mundial, os Hoages compraram a propriedade, mudaram-se para ela e pediram a Smith para ajudá-los a começar o negócio. A associação com Smith deu a credibilidade aos Hoages quando eles começaram seus negócios e eles assumiram a vinificação em 2004.
Eles foram nomeados entre os Melhores Novos Produtores de Vinho da Califórnia em 2008 pela Wine Spectator. A vinha é operada como Terry Hoage Vineyards. Hoage produz aproximadamente 2.000 vinhos por ano.

## Prêmios e honras
- 2x All-American consensual
- 2x Jogador Defensivo do Ano pela SEC
- 5º na votação do Troféu Heisman de 1983
- Prêmio Top V de 1984
- Prêmio de Atleta do Ano da SEC de 1984[7]
- Hall da Fama da Geórgia-Florida em 1997
- Hall da Fama do College em 2000
- Hall da Fama dos esportes da Geórgia de 2009
- Nomeado para a equipe de 25 anos da SEC (1961-1985).
- Nomeado para o Walter Camp All Century Team como safety